# Io a modo mio
Io a modo mio è stato un programma televisivo italiano, trasmesso da Rai 1 dal 4 gennaio 1986 il sabato alle 20:40 per sei puntate.

## Il programma
Il programma, scritto da Mario Castellacci, Piero Castellacci, Carla Vistarini e Gigi Proietti, si basava sulla verve istrionica di quest'ultimo che animava una serie di monologhi comici, spesso parodie sugli stereotipi dell'attore teatrale, affiancato di volta in volta dai giovani membri della sua scuola di recitazione tra cui Giorgio Tirabassi e Pino Quartullo.

## Le sigle
La sigla di apertura Io a modo mio e quella di chiusura Com'era bello il mondo (quest’ultima realizzata dal disegnatore, regista e animatore Pierluigi De Mas) sono cantate dallo stesso Gigi Proietti.